# Ibigawa
Ibigawa (japanska: 揖斐川町?, Ibigawa-chō) är en landskommun i Gifu prefektur i Japan. 
2005 inkorporerades kommunerna Fujihashi, Kasuga, Kuze, Sakauchi och Tanigumi. 